# Minabea
Minabea is een geslacht van neteldieren uit de klasse van de Anthozoa (bloemdieren).

## Soorten
- Minabea agilis (Tixier-Durivault, 1970)
- Minabea phalloides (Benham, 1928)